# هيديكي ساكاموتو
هيديكي ساكاموتو (坂本英城 ساكاموتو هيديكي) هو ملحن ياباني ولد في 14 نوفمبر 1972 في طوكيو.

## أعماله في الأنمي

### مسلسلات أنمي تلفزيونية
- إنجلز أوف ديث

### أنمي الإنترنت
- مونستر سترايك (النصف الأول من الموسم الأول)

## أعماله في ألعاب الفيديو
- مونستر سترايك (إصدار 3DS)
- شينوبيدو: واي أوف ذا نينجا
- ياكوزا 2
- ريو غا غوتوكو كينزان!
- بوكيمون مايستري دونغون: إكسبلورس أف تايم وإكسبلورس أف داركنيس
- ايكوكروم
- ايكوكروم 2
- أكوانوتس هوليداي: الذكريات المخفية
- 428: حصار شيبويا
- ياكوزا 3
- تايم ترافلرز
- توكيدين: ذي إيج أوف ديمونز
- بوكيمون ميستري دانجن: إكسبلوررز أوف سكاي
- أوميغا كوينتيت
- فورتشن تيلرز أكاديمي

## وصلات خارجية
- هيديكي ساكاموتو على موقع IMDb (الإنجليزية)
- هيديكي ساكاموتو على موقع ميوزك برينز (الإنجليزية)
- هيديكي ساكاموتو على موقع ديسكوغز (الإنجليزية)
- صفحة IMDb